# Tauchira polychroa
Tauchira polychroa är en insektsart som först beskrevs av Carl Stål 1875.  Tauchira polychroa ingår i släktet Tauchira och familjen gräshoppor. Inga underarter finns listade i Catalogue of Life.